# Bard l'Arquer
En l'obra de J.R.R. Tolkien Bard l'Arquer era el descendent, a través de moltes generacions, de Girion, senyor de Dale.
Bard era un noble de la ciutat d'Esgaroth quan aquesta fou atacada pel drac Smaug. Va ser l'últim que va resistir al foc del drac i el va aconseguir matar, gràcies a l'ajuda d'un vell tord. Bard deu el seu sobrenom a aquest fet: matar el drac amb una fletxa; a partir d'aquell moment va esdevenir un heroi pel seu poble.
Més endavant Bard va encapçalar les negociacions amb Thorin i va comandar els homes d'Esgaroth en la batalla dels Cinc Exèrcits. Passada la batalla va reconstruir l'antiga ciutat de Dale amb l'ajut d'homes i nans.
Va passar a ser el primer rei de la nova ciutat.